# بابل (فیلم ۲۰۰۶ آمریکایی)
بابل (به انگلیسی: Babel) فیلمی در ژانر درام روان‌شناختی به کارگردانی الخاندرو گونسالس اینیاریتو و نویسندگی گی‌یرمو آریاگا به سال ۲۰۰۶ است. برد پیت، کیت بلانشت، رابرت فایف، گائل گارسیا برنال، کوجی یاکوشو و رینکو کیکوچی ستارگان فیلم هستند. این فیلم در هفتاد و نهمین دوره جوایز اسکار در ۷ شاخه نامزد دریافت جایزه بود که در رشتهٔ بهترین موسیقی فیلم برندهٔ جایزهٔ اسکار شد. این جایزه به گوستابو سانتائولایا سازنده موسیقی متن فیلم تعلق گرفت.

## داستان
ریچارد و سوزان یک زوج توریست هستند که در غم از دست دادن فرزند سومشان به روستایی در حومهٔ مراکش سفر می‌کنند که بیشتر با یکدیگر باشند اما در مراکش دو پسر با اسلحهٔ پدرشان اتوبوسی را که آن دو از مسافران آن هستند، نشانه می‌روند و سوزان به‌شدت زخمی می‌شود. جریان رسانه‌ای می‌شود و اینترپل در ماجرا دخالت می‌کند…
این فیلم به بیان علت و معلول حوادث کوچک که مجموع آن یک حادثهٔ بزرگ در سطح جهانی می‌شود، می‌پردازد و تأثیر روابط کوچک را بر حادثه‌ای بزرگ که از درون خالی است، بیان می‌کند.

## بازیگران
مراکش
- برد پیت در نقش ریچارد جونز
- کیت بلانشت در نقش سوزان جونز
- محمد اخزم در نقش انور
- پیتر وایت در نقش تام
- هریت والتر در نقش لیلی
- مایکل مالونی در نقش جیمز
- ادریس روخ در نقش العرید
- ابوبکر آیت القائد در نقش یوسف
- سعید ترشانی در نقش احمد
- مصطفی الرشیدی در نقش عبدالله
- عبدالقادر بارا در نقش حسن
- وهیبه السهمی در نقش زهرا
- رابرت فایف در نقش توریست شمارهٔ ۱۴

مکزیک/آمریکا
- آدریانا بارازا در نقش آملیا هرناندز
- گائل گارسیا برنال در نقش سانتیاگو
- ال فانینگ در نقش دبی جونز
- نیتن گمبل در نقش مایک جونز
- کلیفتن کالینز جونیور در نقش افسر پلیس در مرز مکزیک
- مایکل پنیا در نقش افسر جان

ژاپن
- رینکو کیکوچی در نقش چیکو واتایا
- کوجی یاکوشو در نقش یاسوجیرو واتایا
- ساتوشی نیکایدو در نقش کاراگاه کنجی مامیا
- یوکو موراتا در نقش میتسو
- شیگمیتسو اوگی در نقش دندانپزشک چیکو که برای اغوا کردن تلاش می‌کرد.
- آیاکا کوماتسو در نقش مدل بیکینی در تلویزیون تجاری (در عنوان‌بندی ذکر نشد.)

## موسیقی
موسیقی متن این فیلم و آهنگ‌های آن توسط گوستابو سانتائولایا ساخته و تهیه شد. آهنگ صحنهٔ پایانی فیلم قطعهٔ «بیبو نو آئوزورا» ساختهٔ آهنگساز برندهٔ جایزه ریوئیچی ساکاموتو است. موسیقی متن فیلم برندهٔ جایزه اسکار بهترین موسیقی فیلم و جایزه بفتای بهترین موسیقی فیلم شد. همچنین نامزد دریافت جایزهٔ جایزه گلدن گلوب بهترین موسیقی نیز شد.